# تایشو، اوساکا

موقعیت تایشو در شهر اوساکا

بخش تایشو (به ژاپنی: 大正区 Taishō-ku) یکی از مناطق ۲۴ گانه اوساکا در ژاپن است.